# Mug (filme)
Mug é um filme de drama polonês de 2018 dirigido e escrito por Małgorzata Szumowska. Estrelado por Mateusz Kościukiewicz, estreou no Festival Internacional de Cinema de Berlim em 23 de fevereiro.

## Elenco
- Mateusz Kościukiewicz
- Agnieszka Podsiadlik
- Malgorzata Gorol
- Roman Gancarczyk